# Tersiloco
Nella mitologia greca, Tersiloco è il nome di tre personaggi, tutti legati al contesto della guerra di Troia.
- Tersiloco, un guerriero proveniente dall'antica regione della Peonia, come alleato dei Troiani.
- Tersiloco, combattente dalla parte dei Troiani, figlio di Antenore e Teano.
- Tersiloco, guerriero troiano e compagno di Enea nelle sue peregrinazioni.

## Il mito

### Tersiloco il peone
Tersiloco, che nella guerra di Troia combatté come alleato degli assediati, era uno dei guerrieri peoni uccisi da Achille sulle rive dello Scamandro, i cui corpi furono poi gettati nel fiume affinché le loro anime non raggiungessero l'Ade. Questa vicenda è narrata nel libro XXI dell'Iliade. Tuttavia nel libro VI dell'Eneide si evince che il cadavere di Tersiloco venne ritrovato, prima dunque che potesse essere divorato dalle anguille (quel che accadde ad Asteropeo) o bruciato dalla pioggia di fuoco inviata da Efesto sul fiume (tale fu la sorte che ebbero i corpi degli altri suoi compagni): Enea, disceso vivo nel mondo sotterraneo con l'aiuto della Sibilla, vede infatti nell'Ade vero e proprio l'anima di Tersiloco, che emozionato gli si fa incontro. Del ritrovamento del corpo e della sua onorata sepoltura doveva evidentemente parlare qualche opera letteraria a noi non pervenuta.

### Tersiloco compagno di Enea
Tersiloco, guerriero troiano esule con Enea dopo la caduta della loro città, perisce in Italia nella guerra contro le popolazioni locali, ucciso da Turno nell'ultima battaglia.

### Fonti antiche
- Iliade, libro XXI.
- Eneide, libri VI, XII.